# جين سيسكل (ناقد)

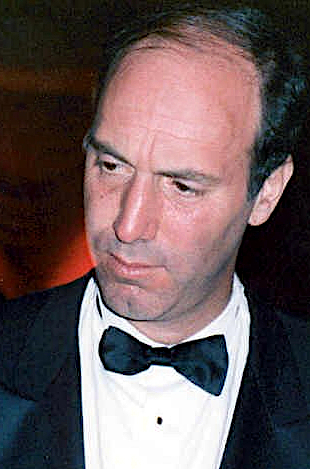
جين سيسكل في عام 1989

جين سيسكل (بالإنجليزية: Gene Siskel) (1946- 1999) كان ناقدًا سينمائيًا وصحفيًا أمريكيًا في صحيفة شيكاغو تريبيون. استضاف مع زميله روجر إيبرت سلسلة من برامج مراجعة الأفلام على التلفزيون من عام 1975 حتى وفاته في عام 1999.
ولد جين سيسكل في شيكاغو  وكان والديه من المهاجرين اليهود الروس. فقد سيسكل والديه كطفل، ونتيجة لذلك، نشأ على يد خالته وعمه، وانتقل معهم عندما كان يبلغ من العمر تسع سنوات. التحق بأكاديميات كولفر وتخرج من جامعة ييل بدرجة في الفلسفة عام 1967، حيث درس الكتابة على يد المؤلف الحائز على جائزة بوليتزر جون هيرسي. ساعدته إشارة هيرسي في الحصول على وظيفة في شيكاغو تريبيون في عام 1969.
كانت أول مقالة نقد مطبوعة له عن فيلم (راسكال Rascal)، والذي كتب قبل شهر من أن يصبح الناقد السينمائي لصحيفة تريبيون. خدم سيسكل في الاحتياط بالجيش الأمريكي، وتخرج من تدريب الضباط الأساسيين في أوائل عام 1968؛ كان صحفيًا عسكريًا وضابط شؤون عامة في مدرسة معلومات الدفاع.
كانت زوجته مارلين إيغليتزن قبل الزواج من سيسكل تعمل منتجة لشبكة سي بي إس في نيويورك. كان لديهم ابنتان، كيت وكالي، وابن، ويل. تخرجت بناتهم من جامعة ييل.
تم تشخيص مرض سيسكل ورم خبيث في المخ في 8 مايو 1998.

## وصلات خارجية
- جين سيسكل (ناقد)
- جين سيسكل (ناقد)
- جين سيسكل (ناقد)
- جين سيسكل (ناقد)
- جين سيسكل (ناقد)
- جين سيسكل (ناقد)
- جين سيسكل (ناقد)